# دراگوش ندلکو
دراگوش ندلکو (انگلیسی: Dragoș Nedelcu؛ زادهٔ ۱۶ فوریهٔ ۱۹۹۷) بازیکن فوتبال اهل رومانی است.
از باشگاه‌هایی که در آن بازی کرده‌است می‌توان به باشگاه فوتبال استوا بخارست، باشگاه فوتبال ویتورول کنستانتسا، و باشگاه فوتبال فورتونا دوسلدورف اشاره کرد.
وی همچنین در تیم‌های ملی فوتبال زیر ۱۷ سال رومانی، زیر ۲۰ سال رومانی، زیر ۲۱ سال رومانی، زیر ۲۳ رومانی، و رومانی بازی کرده‌است.